# David de Huntingdon
David de Huntingdon est un prince écossais né en 1152 et mort le 17 juin 1219 qui a également détenu des titres dans le royaume d'Angleterre. Troisième fils d'Henri d'Écosse, il est administrateur du comté de Lennox de 1174 à 1185, seigneur de Garioch en 1182, puis comte de Huntingdon de 1185 à 1219 et héritier présomptif du royaume d'Écosse de 1214 à sa mort.

## Origine
David est le plus jeune des six enfants (trois fils et trois filles) du prince Henri d'Écosse et de son épouse Ada de Warenne. Il est le petit-fils du roi David Ier et le frère cadet de Malcolm IV et Guillaume le Lion, qui sont successivement rois d'Écosse de 1153 à 1214.

## Seigneur en Écosse
Envoyé comme otage à la cour d'Angleterre en juillet 1163, David revient en Écosse avec son frère Guillaume immédiatement après l'accession au trône de ce dernier, en 1165. Bien qu'il n'ait jamais été désigné officiellement comme l'héritier du royaume, David intervient régulièrement dans les chartes royales comme principal témoin et il est occasionnellement nommé avec son frère dans l'exercice de l'autorité royale. Ses responsabilités sont importantes et augmentent par des donations de grands domaines dans des régions où Guillaume cherche à consolider vigoureusement l'étendue de son contrôle.
En 1174, David reçoit le comté de Lennox, qu'il détient au nom du roi jusqu'à ce que la lignée des comtes locaux soit restaurée. Il semble pas que David ait officiellement contrôlé le Lennox dans le cadre d'une minorité, mais il apparaît plus probable que son rôle était de faire respecter l'autorité royale à la suite d'une déclaration de déchéance, plus tard annulée, contre les dirigeants du comté.
Vers 1182, David reçoit la charge d'un important domaine dans la région de la Tay et dans le centre de l'Aberdeenshire, où il contrôle le « district frontière » du Garioch, qui sera sa principale base territoriale de pouvoir en Écosse. Le Garioch est une importante base de départ pour des opérations, défensives et offensives, contre les Hommes de Moray et de Ross dans le nord. Ses acquisitions sont centrées sur des villes forteresse s qu'il établit à Dundee et à Inverurie, le chef-lieu du Garioch, consolidant sa situation d'un des principaux magnats du royaume d'Écosse et renforçant son influence locale par le biais d'innovations selon le modèle anglo-normand. Il contribue ainsi dans une bonne mesure à développer le pouvoir de la couronne au nord des monts Grampians.

## Relations avec l'Angleterre
David est armé chevalier par le roi d'Angleterre Henri II à Windsor le 31 mai 1170. Lui et son frère Guillaume jurent allégeance à Henri le Jeune, le fils du roi, après son couronnement le 15 juin. David semble être retourné à contrecœur en Angleterre comme allié de son frère en avril ou mai 1174 afin d'appuyer la rébellion d'Henri le Jeune, qui a débuté l'année précédente. En 1173, Guillaume offre à David l'honneur et le comté de Huntingdon, mais seulement en don additionnel à celui du Lennox. Pendant les opérations militaires, il connaît un certain succès : opérant à partir de Huntingdon et de Leicester, il rallie les insurgés des Midlands, impose sa souveraineté sur l'honneur de Huntingdon, et défie Henri II jusqu'à la nouvelle de la capture de son frère Guillaume à Alnwick en juillet 1174. David est un des principaux intervenant au traité de Falaise en décembre 1174, et en août 1175 il vient avec Guillaume le Lion à York, où ils reconnaissent publiquement Henri II comme le suzerain de l'Écosse. L'honneur de Huntingdon, confisqué en 1174, lui est restitué en mars 1185 après la mort de son cousin Simon II de Senlis à qui il avait été attribué.
À partir de 1185, David intervient en permanence pour modérer la politique guerrière de l'Écosse vis-à-vis de l'Angleterre, une attitude qui n'est pas uniquement déterminée par son intérêt personnel. En effet, l'expérience acquise lors des événements de 1174-1175 l'a convaincu que le maintien de la paix avec le puissant royaume voisin est essentiel pour la sécurité de l'Écosse, alors que curieusement, la plus grande crainte du gouvernement anglais est l'attitude belliqueuse des Écossais, ce qui lui permet de profiter de la faveur royale.
David fait preuve d'une loyauté sans faille envers le successeur d'Henri II, Richard Cœur de Lion, qui lui ménage une union avantageuse avec Maud, la sœur du comte de Chester Ranulf (III), qu'il épouse le 19 août 1190. Il est possible, mais pas certain, qu'il accompagne le roi Richard à la troisième croisade, et il assiège les ennemis de Richard à Nottingham en mars 1194. David est capitaine en Normandie en juillet 1194, où il sert de nouveau en 1197. Il fréquente assidument la cour anglaise et intervient dans les discussions des affaires anglo-écossaise, comme le 5 décembre 1189, quand Richard renouvelle la proclamation de la suzeraineté anglaise. Lorsque la perspective de devenir roi s'éloigne avec la naissance en 1198 du fils tant attendu de Guillaume, Alexandre, sa situation devient plus dépendante de la paix anglo-écossaise et il s'active avec énergie lors de la prise de pouvoir par Jean sans Terre en 1199 quand Guillaume réclame de nouveau avec force la restitution des comtés frontaliers.
Il est régulièrement employé par le roi Jean comme émissaire auprès des Écossais entre 1199 et 1209, il le soutient également en Normandie, Maine et Anjou jusqu'en 1203. Pendant la crise anglo-écossaise qui se clôt avec la négociation du traité de 1209, sa présence à la cour d'Écosse renforce la position des partisans d'un accord avec Jean sans Terre à Norham. L'intransigeance du roi Jean affaiblit la position des modérés, mais le traité écarte pendant un certain temps la menace d'une agression écossaise.
L'utilité de David pour le roi Jean ayant diminué, il commence à tomber sous le coup de l'arbitraire et de la rapacité du roi d'Angleterre. En août 1212, il s'était suffisamment éloigné du roi pour que ce dernier le soupçonne d'avoir conspiré avec d'autres magnats dans le but de le tuer ! Assassin peu crédible, David doit néanmoins abandonner son château de Fotheringhay, le siège de son pouvoir en Angleterre. Le déclin de son influence politique est accéléré par son vieillissement et la maladie. Sa fragilité est remarquée lorsqu'il participe au banquet de l'intronisation d'Alexandre II, les 6 et 7 décembre 1214, et qu'il n'apparaît pas parmi les conseillers du jeune roi.
En Angleterre, David ne prend pas part non plus à l'opposition baronniale à l'époque où la Magna Carta est imposée au roi Jean, et sa rébellion en demi-teinte, est différée jusqu'à ce que les Écossais envahissent l'Angleterre en octobre 1215. Il s'empresse de faire la paix avec la couronne anglaise dès septembre 1217 et finalement reçoit ses lettres de pardon le 13 mars 1218. Il était sans doute un conciliateur autant par nature que par nécessité et David a l'amère satisfaction d'avoir eu raison lorsque les efforts mis en œuvre par Alexandre II en 1215-1217 s'avèrent vains.
Même si son influence sur la politique royale ne doit pas être surestimée, la carrière de David démontre la possibilité de servir en même temps à la fois les intérêts écossais et anglais, ainsi que les avantages liés à l'appartenance à une élite transfrontalière. Son attitude a ouvert la voie à la période de paix et souvent d'amitié qui a caractérisé les relations anglo-écossaise durant la majeure partie du XIIIe siècle.

## Mariage et descendance
David de Huntingdon se marie le 19 août 1190 avec Mathilde, la fille d'Hugues de Kevelioc 5e comte de Chester. Ils ont sept enfants :
- Henri (mort jeune) ;
- David (mort jeune) ;
- John (1206-1237), dit « le Scot », comte de Huntingdon après son père, puis 7e comte de Chester par héritage de son oncle Ranulph de Blondeville ;
- Marguerite, épouse en 1209 Alan de Galloway ;
- Isabelle (morte en 1251), épouse Robert (IV) de Bruce ;
- Mathilde, épouse John de Monmouth ;
- Ada, épouse Henry Hastings.

Les descendants de trois des filles de David sont des prétendants au trône durant la crise de succession écossaise de 1290-1292 : Jean Balliol (petit-fils de Marguerite), Robert V de Bruce (fils d'Isabelle ; d'où finalement la suite des rois d'Écosse) et John Hastings (petit-fils d'Ada).
Le comte David a également trois enfants illégitimes :
- Henri de Stirling ;
- Henri de Brechin ;
- Ada, épouse de Malise, fils de Ferchar de Strathearn.

## Littérature
Walter Scott imagine les aventures de David en croisade dans son roman Le Talisman en 1825.